# 기나이

기나이

기나이(일본어: 畿内)는 일본어로 수도 인근 지역을 뜻하는 말이다.

## 고키시치도의 기나이
기나이에 속하는 다섯 구니는 아래와 같다.
- 야마시로국(山城国) - 지금의 교토시를 포함한 교토부 남부
- 야마토국(大和国) - 지금의 나라현
- 가와치국(河内国) - 지금의 오사카부 남동부
- 이즈미국(和泉国) - 지금의 오사카부 남서부
- 셋쓰국(摂津国) - 지금의 오사카시를 포함한 오사카부 북부와 효고현 일부.

## 같이 보기
- 고키시치도
- 긴키 지방(간사이 지방)